# България на летните олимпийски игри 1968
България се състезава на Летните олимпийски игри 1968 в Мексико сити, Мексико.

## Медалисти

### Злато
- Петър Киров – класическа борба, най-лека категория
- Боян Радев – класическа борба, тежка категория

### Сребро
- Цветан Веселинов, Янчо Димитров, Аспарух Донев, Милко Гайдарски, Ивайло Георгиев, Атанас Геров, Михаил Гьонин, Георги Цветков, Кирил Ивков, Атанас Михайлов Христов - Начко, Георги Христакиев, Кирил Станков, Тодор Николов, Георги Василев, Евгени Янчовски, Стоян Йорданов, Иван Зафиров и Петър Жеков - треньор Георги Берков – футболният отбор на страната
- Еню Тодоров – борба свободен стил
- Еню Вълчев – борба свободен стил
- Осман Дуралиев – борба свободен стил

### Бронз
- Иван Михайлов – бокс
- Георги Станков – бокс
- Продан Гарджев – борба свободен стил

## Резултати от игри

### Бокс
Най-лека категория (– 48 kg)
- Стефан Александров

- Първи кръг – почива
- Втори кръг – загуба от Габриел Огун (Нигерия), 1:4

### Модерен пентатлон
Индивидуални състезания при мъжете:
- Антон Паньовски – 4247 точки (→ 33-то място)
- Константин Сърджев – 4191 точки (→ 36-о място)
- Иван Апостолов – 3462 точки (→ 45-о място)

Отборно състезание:
- Паньовски, Сърджев и Апостолов – 11976 точки (→ 11-о място)